# Życie w... metropolii
Życie w... Metropolii (ang.: Life In A... Metro, inny tytuł: Metro) – indyjski dramat wyreżyserowany w 2007 przez Anuraga Basu, autora Gangster, Cienie przeszłości i Tumsa Nahin Dekha. W filmie splata się sześć historii dziewięciu osób. W rolach głównych Shilpa Shetty, Kay Kay Menon, Konkona Sen Sharma, Sharman Joshi, Shiney Ahuja, Kangana Ranaut i Irrfan Khan.
Część filmu zagrana przez Sharman Joshi, Kangana Ranaut i Kay Kay Menon jest zainspirowana amerykańskim filmem z 1960 Garsoniera.

## Motyw przewodni
Jedno miasto. Wiele uczuć. ("One city. Countless emotions").

## Fabuła
Mumbaj. Na stacjach metro, na ulicach mijają się ludzie, których historie są ich tęsknotą za miłością, nadzieją na nią i rozczarowaniem, zdradą. Shikha (Shilpa Shetty) poświęciła swoją pracę po to, aby stworzyć dom córce i mężowi Ranjeetowi (Kay Kay Menon). Po kilku latach małżeństwa nie ma już między nimi miłości. On zniecierpliwiony, drażliwy szuka namiastki miłości w romansie biurowym z Nehą (Kangana Ranaut). Ona rozżalona, zraniona brakiem uwagi ze strony męża, jego lekceważeniem daje się zafascynować spotkanemu przypadkowo niespełnionemu aktorowi teatralnemu Akashowi (Shiney Ahuja). Obok nich inne osoby dramatu. Rahul (Sharman Joshi), podwładny Ranjeeta ułatwia mu zdrady wynajmując na noc swoje mieszkanie. Nie wie, że szef cieszy się wtedy ciałem Nehy, dziewczyny w której Rahul skrycie się kocha. I Sruti (Konkona Sen Sharma), współlokatorka Nehy, siostra Shikhy daremnie marząca o małżeństwie, szukająca kandydata na męża w ogłoszeniach. I szukający tego samego, ale niebudzący w niej zainteresowania Monty (Irrfan Khan). Każdy z nich kogoś rani, na kimś się zawodzi. Czy doczekają się swego szczęścia wcześniej niż Amol (Dharmendra) i Shivani (Nafisa Ali) – starzejąca się para, która odnalazła swoją miłość po 40 latach niewidzenia się.

## MotywyBollywoodu
- Motyw próby samobójczej pojawia się też m.in. w Madhoshi, Anjaam, Woh Lamhe, czy Honeymoon Travels Pvt. Ltd..
- Motyw homoseksualizmu lub odniesienia do niego występują też m.in. w My Brother… Nikhil, Gdyby jutra nie było, Masti, czy w Honeymoon Travels Pvt. Ltd..
- Podobne historie, które biegną równolegle łącząc się ze sobą jakimś wątkiem pokazano też w Yuva, Hattrick, Wszystko dla miłości czy Honeymoon Travels Pvt. Ltd..

## Obsada
- Shilpa Shetty jako Shikha
- Shiney Ahuja jako Akash
- Sharman Joshi jako Rahul
- Kay Kay Menon jako Ranjeet
- Konkona Sen Sharma jako Sruti
- Kangana Ranaut jako Neha
- Irrfan Khan jako Monty
- Dharmendra jako Amol
- Nafisa Ali jako Shivani
- Vicky Ahuja jako Gupta, szef Rahula
- Gautam Kapoor jako Vishy K.

## Muzyka
Twórcą muzyki jest Pritam Chakraborty (do tekstów Sayeed Quadri)
- In Dino – Soham Chakraborty – słowa 'Hai tujhe bhi ijazat, karle tu bhi mohobbat' to cytat z piosenki Mera Naam Hai Mohabbat pakistanskiego piosenkarza Waqar Ali.
- Alvida – KK
- O Meri Jaan – KK
- Rishtey – James (Faruk Mahfuz Anam)
- Baatein Kuch Ankahee Si (Unplugged) – Suhail Kaul
- Kar Salaam – Suhail Kaul, Soham Chakraborty i Pritam Chakraborty
- Alvida (Reprise) – James (Faruk Mahfuz Anam)
- Baatein Kuch Ankahee Si – Adnan Sami
- O Meri Jaan (Reprise) – Suhail Kaul
- Rishtey (Revisited) – DJ Nikhil Chinappa i DJ Naved
- Baatein Kuch Ankahee Si (Revisited) – DJ A-Myth
- In Dino (Revisited) – Bunty Rajput

## Nagrody
Nagroda Filmfare Power (2008)
- Nagroda Filmfare dla Najlepszej Aktorki Drugoplanowej – Konkona Sen Sharma
- Nagroda Filmfare dla Najlepszego Aktora Drugoplanowego – Irrfan Khan
- Nagroda Filmfare za Najlepszy Scenariusz – Rensil D'Silva

Zee Cine Awards (2008)
- Nagroda Zee Cine dla Najlepszej Aktorki Drugoplanowej – Shilpa Shetty

Nagroda International Indian Film Academy (2008)
- Nagroda IIFA dla Najlepszej Aktorki Drugoplanowej – Konkona Sen Sharma
- Nagroda IIFA dla Najlepszego Aktora Drugoplanowego – Irrfan Khan
- Nagroda IIFA za Najlepszy Scenariusz – Rensil D'Silva

Inne nagrody (2008)
- Nagroda Star Screen za Najlepszą Rolę Komediową – Irrfan Khan
- Nagroda Stardust – Kangna Ranaut